# Топонимия Грузии

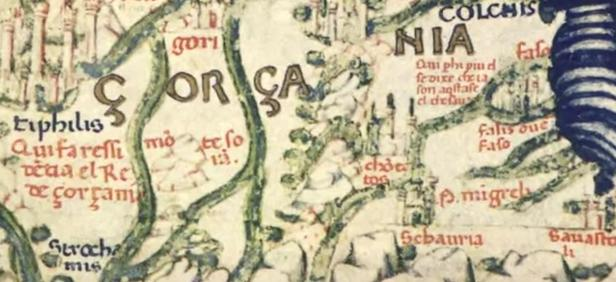
«Горгания» на карте знаменитого венецианского картографа Фра Мауро

Топонимия Грузии — совокупность географических названий, включающая наименования природных и культурных объектов на территории Грузии. Структура и состав топонимии обусловлены такими факторами, как географическое положение, состав населения и её богатая история.

## Название страны
Эндоним Грузии («საქართველო, Сакартвело» — «страна картвелов»), где картвелы — самоназвание грузин, а са- и -о — парные аффиксы, служащие для образования обозначения места, то есть в целом «место (где живут) грузины». В русском употреблении приняты название страны «Грузия» и название её народа «грузины». Эти названия были усвоены русскими в странах Востока. Так, в описании путешествия монаха Игнатия Смольнянина в Палестину 1389 года упоминаются «гурзи», а в «Хожении за три моря» Афанасия Никитина (1466—1472 годы) упоминается «Гурзыньская земля».
В русском употреблении в результате перестановки звуков гурзи и гурзыньская земля превратились в «грузины» и «грузинская земля» или, в традиционной форме названий государств с окончанием -ия — «Грузия». В ряде западноевропейских стран Грузию называют Georgia (французское, испанское, итальянское и др. — Георгия, английский — Джорджия). Это название, по-видимому, от тюркского этнонима гурджи, гюрджи (gurdzi, gürdzi) — «грузины», ср. Jorganie «Грузия» у Марко Поло (XIII век), современное турецкое Gureistan. Другие объяснения топонима: Георгия — «хлебопахотная земля», от греческого георгос — «земледелец»; от имени Святого Георгия, которому было посвящено множество храмов , или потому, что 12 правителей Грузии носили имя Георгий . По мнению Е. М. Поспелова, эти этимологии неправдоподобны, но показывают возможное направление переосмысления исходной формы.

## Формирование и состав топонимии
Основной фон топонимии Грузии составляют грузинские топонимы, иноязычные названия встречаются достаточно редко. Ареал грузинских топонимов не ограничивается территорией Грузии, грузинские названия встречаются на территории граничащих с Грузией регионов России, а также в Азербайджане.
Грузинская топонимия широко представлена в оронимии, прежде всего это названия горных хребтов: Джавахетский, Лечхумский, Картлийский, горы Доносмта, Годореби и др. Грузинские форманты мта — «гора», кеди — «хребет», клде — «скала», ваке — «равнина», веди — «поле», годасавали- «перевал», дзири — «подошва», хеви — «ущелье» лежат в основе таких топонимов, как Мтискалта, Мтисдзири, Шуамта, Квемо Кеди, Сакарикеди, Окроскеди, Клдистави, Клдисубани и др. В ойконимии часто встречаются такие форманты как ахали — «новый», дэвели — «старый», диди — «большой», патара — «малый», калаки — «город», сопели — «село»: Ахалцихе, Ахалкалаки, Цхалтубо, Гурджаани, Чохатаури, Целенджиха, Очамчира и т. д. Имеется большое количество «ботанических» ойконимов — названий, в основе которых лежат форманты с наименования растительных пород: Вазиани, Вазисубани (вази — виноградная лоза), Вашлеви, Вашлиани, Вашловани (вашли- яблоко), Цаблана, Цаблини (цабли- каштан), Мухрани, Мухнари (муха — дуб), Телави (тела — вяз) и др..
Гидронимия Грузии изучена относительно слабо. Понятия «вода», «река», «речная долина» и т. д. передаются в топонимии различными способами — в зависимости от характера долины, течения, диалекта местности. Так, среди наиболее распространенных в гидронимии формантов наличествуют грузинские цхали, цкаро, геле, хеви, тба (Абанос-цхали, Бердэнис-цкаро, Грма-геле, Гремис-хеви, Базалетис-тба), сванские чалай, твиб (Местина-чалай, Гвалда-твиб), мегрельские цкари, цкургили, галь (Эрцкари, Гудуш-цкургили, Учагаль и др.).
При этом, по оценке В. А. Жучкевича, в топонимии Грузии очевидных, «прозрачных» по этимологии названий немного, что объясняется как длительной исторической трансформацией многих топонимов, так и происхождением от ныне забытых слов.
До 1917 года в топонимии Грузии был относительно широко представлен пласт отантропонимических топонимов, образованных от имён местной родовой знати. После Октябрьской революции появился ряд топонимов «идеологического» характера — как правило, в честь видных деятелей коммунистической партии и революционного движения: Шаумяни, Орджоникидзе (3 населённых пункта), Махарадзе, Цулукидзе, Миха-Цхакая и другие. В постсоветский период эти объекты, как правило, были переименованы.
Иноязычные названия на территории Грузии немногочисленны, согласно классификации Жучкевича, можно выделить следующие их категории:
- осетинские (в основном на севере);
- остатки древнегреческих названий (Батуми, Палеостоми, Пицунда и др., в настоящее время греческое происхождение некоторых из них оспаривается);
- славянские — Богдановка (2 населённых пункта, ныне переименованы), Тамбовка;
- тюркские — Мазымчай, Карабулахи и др.;
- абхазско-адыгские, среди которых выделяются две формы:1) названия рек на -пса, -псэ: Супса, Лашпсэ, Хепсы, Аапсы и т. д. 2) названия рек на -ква: Агидаква, Ачква, Молтаква, Боква, Абжаква и др.[6].

## Топонимическая политика
Вопросами топонимической политики в Грузии занимается созданная в 2001 году Правительственная комиссия по идентификации, нормализации, использованию, регистрации и защите наименований географических объектов.